# Karin Brienesse
Karin Brienesse, née le 17 juillet 1969 à Bréda, est une nageuse néerlandaise.

## Biographie
Aux Jeux olympiques d'été de 1988 à Séoul, Karin Brienesse est médaillée d'argent sur 4 × 100 mètres nage libre avec Marianne Muis, Conny van Bentum et Mildred Muis.

## Palmarès

### Championnats d'Europe
- Championnats d'Europe 1985 à Sofia (Bulgarie) :
  -  Médaille de bronze du relais 4 × 100 m nage libre.
- Championnats d'Europe 1987 à Schiltigheim (France) :
  -  Médaille d'argent du relais 4 × 100 m nage libre.
- Championnats d'Europe 1991 à Athènes (Grèce) :
  -  Médaille d'or du relais 4 × 100 m nage libre ;
  -  Médaille d'argent du 100 m nage libre ;
  -  Médaille de bronze du relais 4 × 200 m nage libre ;
  -  Médaille de bronze du relais 4 × 100 m 4 nages.